# Eleições municipais de Dourados em 2000
As eleições municipais da cidade brasileira de Dourados ocorreram no dia 1º de outubro de 2000, para eleger um prefeito, um vice-prefeito e 17 vereadores para a administração da cidade e a votação se deu em um único turno. Laerte Tetila, do PT, foi eleito para governar a cidade pelo período de 1º de janeiro de 2001 a 31 de dezembro de 2004.

## Candidatos
Quatro pessoas se candidataram à prefeitura. Veja a lista:
| Candidato a prefeito | Candidato a prefeito | Candidato a prefeito | Último cargo que ocupou       | Partido e número | Candidato (a) a vice             | Coligação                                                             |
| -------------------- | -------------------- | -------------------- | ----------------------------- | ---------------- | -------------------------------- | --------------------------------------------------------------------- |
| George Takimoto      | George Takimoto      |                      | Deputado federal (1991-1995)  | PDT — 12         | Não disponível                   | Tudo por Dourados (PDT, PSD, PL, PV, PRP e Prona)                     |
| Laerte Tetila        | —                    |                      | Deputado estadual (1999-2000) | PT — 13          | Luiz Carlos de Arruda Leme (PPS) | Movimento Vida Nova Dourados (PT, PPS, PCdoB, PHS e PSC)              |
| Mardônio Alencar     | —                    |                      | —                             | PSB — 40         | Não disponível                   | Candidato não coligado                                                |
| Murilo Zauith        | Murilo Zauith        |                      | Deputado estadual (1995-2003) | PSDB — 45        | João da Câmara (PMDB)            | Dourados com Prosperidade (PSDB, PMDB, PFL, PTB, PST, PPB, PRN e PMN) |

## Resultados

### Prefeito
| Candidato(a)             | Vice                             | Turno único 3 de outubro de 2004 | Turno único 3 de outubro de 2004 |
| Candidato(a)             | Vice                             | Total                            | Percentagem                      |
| ------------------------ | -------------------------------- | -------------------------------- | -------------------------------- |
| Laerte Tetila (PT)       | Luiz Carlos de Arruda Leme (PPS) | 36.045                           | 41,69%                           |
| Murilo Zauith (PSDB)     | João da Câmara (PMDB)            | 31.328                           | 36,23%                           |
| Mardônio Alencar (PSB)   | Não disponível                   | 11.807                           | 13,66%                           |
| George Takimoto (PDT)    | Não disponível                   | 7.280                            | 8,42%                            |
| → Total de votos válidos | → Total de votos válidos         | 86.460                           | 93,75%                           |
| → Votos em branco        | → Votos em branco                | 1.370                            | 1,82%                            |
| → Votos nulos            | → Votos nulos                    | 4.389                            | 4,75%                            |
| Total                    | Total                            | 92.219                           | 84,48%                           |
| Abstenções               | Abstenções                       | 16.941                           | 15,51%                           |
| Total de inscritos       | Total de inscritos               | 109.160                          | 100%                             |

#### Gráficos
| \| Turno único - Esquema Gráfico \| Turno único - Esquema Gráfico \| Turno único - Esquema Gráfico \| Turno único - Esquema Gráfico \| Turno único - Esquema Gráfico \| \| ----------------------------- \| ----------------------------- \| ----------------------------- \| ----------------------------- \| ----------------------------- \| \| \| \| \| \| \| \| Laerte Tetila \| Laerte Tetila \| \| 41,69% \| 41,69% \| \| Murilo Zauith \| Murilo Zauith \| \| 36,23% \| 36,23% \| \| Mardônio Alencar \| Mardônio Alencar \| \| 13,66% \| 13,66% \| \| George Takimoto \| George Takimoto \| \| 8,42% \| 8,42% \| \| Brancos e Nulos \| Brancos e Nulos \| \| 6,57% \| 6,57% \| \| Abstenções \| Abstenções \| \| 15,51% \| 15,51% \| |                  |  |        |        |
| Turno único - Esquema Gráfico |                  |  |        |        |
| |                  |  |        |        |
| Laerte Tetila | Laerte Tetila    |  | 41,69% | 41,69% |
| Murilo Zauith | Murilo Zauith    |  | 36,23% | 36,23% |
| Mardônio Alencar | Mardônio Alencar |  | 13,66% | 13,66% |
| George Takimoto | George Takimoto  |  | 8,42%  | 8,42%  |
| Brancos e Nulos | Brancos e Nulos  |  | 6,57%  | 6,57%  |
| Abstenções | Abstenções       |  | 15,51% | 15,51% |

### Vereadores
Os eleitos foram remanejados pelo coeficiente eleitoral destinado a cada coligação. Abaixo a lista com o número de vagas e os candidatos eleitos. O ícone  indica os que foram reeleitos.
| Candidato(a)          | Partido | Votação     |     |       |
| --------------------- | ------- | ----------- | --- | ----- |
| Candidato(a)          | Partido | Bela Barros | PPB | 2.040 |
| Paulo Falcão          | PPB     | 1.985       |     |       |
| Walter Hora           | PPS     | 1.920       |     |       |
| Wilson Biasotto       | PT      | 1.728       |     |       |
| Ari Artuzi            | PSDB    | 1.594       |     |       |
| Manezinho             | PP      | 1.571       |     |       |
| Eduardo Marcondes     | PMDB    | 1.569       |     |       |
| Akira                 | PSDB    | 1.542       |     |       |
| Humberto Teixeira Jr. | PMDB    | 1.289       |     |       |
| Sidlei Alves          | PFL     | 1.245       |     |       |
| Cimatti               | PFL     | 1.168       |     |       |
| Domingos Alves        | PDT     | 1.084       |     |       |
| Zé Silvestre          | PPS     | 925         |     |       |
| Elias Ishy            | PT      | 738         |     |       |
| Margarida Gaigher     | PT      | 733         |     |       |
| Nelso Gabiatti        | PSB     | 657         |     |       |
| Jorge Dauzaker        | PV      | 563         |     |       |